# Club sportif moulien
 (juillet 2017).
Si vous disposez d'ouvrages ou d'articles de référence ou si vous connaissez des sites web de qualité traitant du thème abordé ici, merci de compléter l'article en donnant les références utiles à sa vérifiabilité et en les liant à la section « Notes et références ».
Maillots
Le CS moulien, abrégé en CSM, est un club de football basé dans la ville du Moule en Guadeloupe.
L'équipe sénior évolue dans le Championnat de Guadeloupe de football, la Division d'honneur. Le CSM joue ses matches à domicile dans le Stade Jacques Ponrémy, qui porte le nom d'un ancien joueur emblématique du club.
Le CSM a remporté en 2016 sa deuxième Ligue Antilles, seul club guadeloupéen à ce jour à avoir remporté la compétition. Il est le club phare de l'île au même niveau que l'Étoile de Morne-à-l'Eau. Par ailleurs, il détient le plus beau résultat pour un club des Antilles françaises en Ligue des Champions de la CONCACAF en terminant 4e de la phase de poules finale en 1995.

## Histoire

### Création du club (1931-1932)
Le Club sportif moulien est fondé le 25 septembre 1931 dans un contexte où le football acquiert une forte notoriété en Guadeloupe et devient un sport populaire sur l'île. Les grandes villes de Pointe-à-Pitre et de Basse-Terre possèdent déjà leurs clubs de football. Des jeunes Mouliens du lycée Carnot de Pointe-à-Pitre décident ainsi de ramener ce sport dans leur ville qui en est dépourvu.
Plusieurs équipes apparaissent au Moule mais celle qui va engendrer le CSM, se nommait le Club Uruguay (en référence aux premiers champions du monde de 1930).
Le Club Uruguay avait six équipes de football mais seules la première et la deuxième équipe jouaient quasi-régulièrement ce qui provoqua la déception de quelques-uns des joueurs évoluant dans la troisième équipe. Ces derniers décidèrent de quitter le club et de fonder leur propre association. Ils avaient pour nom : Marius Salus, Marcel Lambert ou encore Pierre Cancelier. Leur idée première est d'appeler cette association le Club scolaire moulien mais finalement les initiales CSM signifieront bien le Club sportif moulien.
Le club dépose ses premiers statuts le 18 août 1932. Petit à petit, le club va devenir la référence du football au Moule dépassant le Club Uruguay, qui, d'ailleurs va disparaître plus tard. 

### Premiers titres (1933-1951)
En 1941, le Comité d'Éducation Physique de Guadeloupe crée et organise le premier Championnat de Guadeloupe de football, l'île n'a toujours pas de Ligue de football pour gérer le football local. Le championnat dans les faits non officiel, comporte neuf équipes dont celle du CSM qui sera remporté par la formation de Basse-Terre, le Cygne noir.
Six plus tard en 1947, le CSM remporte pour la première fois le Championnat et récidivera en 1948 et en 1949. 1947 est d'ailleurs l'année du premier doublé pour le CSM, il remporte l'ancêtre de la Ligue Antilles, le Tournoi des Champions face à l'Aigle de la Martinique sur le score de 3-2, avec deux buts marqués à cinq minutes de la fin, c'est le premier véritable exploit des coéquipiers de Jacques Ponrémy. En 1948, le club remporte sa première Coupe de Guadeloupe de football face au Cygne noir sur le score de 2-0 effaçant ainsi la défaite de 1946 en finale face à une autre formation de Basse-Terre la Gauloise.

### Période faste (1952-1961)
En 1952, la Ligue guadeloupéenne de football est créée et tous les clubs doivent modifier leurs statuts et affiner leur organisation. Le CSM est à l'époque l'un des meilleurs clubs de l'île et c'est lors de la 2e édition officielle du Championnat, en 1953, que les Mouliens sont sacrés pour la première fois Champion de Guadeloupe. La saison suivante sera des plus paradoxale pour les Mouliens, remportant la Coupe de Guadeloupe face à la Juventus de Sainte-Anne, ils finissent bons derniers du championnat. Une dernière place qui n'est pas synonyme de relégation car la même année la LGF décide de faire passer le championnat à dix équipes. Le CSM est donc maintenu en DH. Touchés dans leur orgueil, les Mouliens réagissent l'année d'après, ils remportent la coupe de la Protectrice, l'équivalent de la Ligue Antilles actuelle face à la Gauloise martiniquaise 2-1. 
Le 30 juin 1955, le CSM s'offre un match de gala contre le Racing Club de Lens mais les amateurs ne feront pas le poids contre les nordistes avec une défaite cuisante sur le score de 10-0.
En 1956, soit deux ans après leur miraculeux maintien, les Mouliens tiennent leur revanche et remporte leur deuxième titre de champion de Guadeloupe. Néanmoins, l'équipe est vieillissante et le CSM va connaître un trou dans son palmarès.
L'ordre est rétabli en 1961, les départements d'outre-mer créent leur propre Coupe de France qui permet au vainqueur de participer à la coupe nationale à partir du septième tour. Le CSM nouvelle génération remporte la première édition. Malgré tout, les Mouliens sont éliminés dès le premier tour national face au FC Dieppe 3-2.

### Irrégularité (1962-2004)
Puis c'est à nouveau le calme plat au niveau des trophées, le CSM n'est plus une machine à gagner, il est battu deux fois en finale de coupe en 1962 et en 1963 et remporte un titre de champion en 1965. Il faut attendre 1972 et une Coupe de Guadeloupe pour que le sourire et la joie revienne au Moule. Le championnat est dominé à cette époque par la Juventus de Sainte-Anne. Le CSM est devenu une équipe de coupe, il s'impose une nouvelle fois en 1974 dans la coupe locale face au Racing Club de Basse-Terre. 
En 1980, les Mouliens s'offrent deux finales une en Coupe de France (Zone Guadeloupe) et une en Coupe de Guadeloupe, la première est remportée, la seconde est perdue.
En 1985, après une saison mémorable, le CSM remporte son troisième titre de champion soit 20 ans après son dernier sacre. Mais, les Mouliens ne confirment pas leur belle saison et tombent dans le déclin malgré une nouvelle coupe de France (Zone Guadeloupe) en 1987. 
Les années 1990 sont pour le CSM une alternance entre bonnes et moyennes performances que ce soit en championnat et en coupe. Le coup d'éclat des Mouliens se produit lors de la Coupe des champions de la CONCACAF 1995, où ils parviennent jusqu'en phase de groupes finale où le premier était désigné vainqueur de la compétition. Certes ils subiront trois sévères défaites mais cette performance est la meilleure de tous les temps pour un club de Guadeloupe et plus globalement des Antilles françaises.

### Retour au sommet (depuis 2005)
Il faut attendre la fin des années 2000 pour voir le retour des bleus et blancs aux affaires. Le nouveau CSM connaît actuellement ses meilleures années. Les Mouliens ont remporté deux Coupes de Guadeloupe (en 2008 et en 2010), trois Coupes de France (Zone Guadeloupe) d'affilée (en 2005, 2006 et 2007) et surtout un cinquième titre de Champion de Guadeloupe en 2009.
2009, est la plus belle année des Mouliens, le titre acquis, les bleus et blancs remportent la nouvelle Coupe Générale des Eaux et le tout neuf Trophée des clubs champions. Le CSM aurait pu réaliser un joli quadruplé mais les Mouliens sont battus en finale de la Ligue Antilles face à la Samaritaine, compétition largement dominé par les clubs martiniquais.
En 2010, le CSM perd son titre au détriment de la JS Vieux-Habitants, lors d'un championnat record où les deux équipes survolent le classement. Malgré leurs deux victoires à l'aller et au retour face aux Habissois, les Mouliens terminent à deux points de la JSVH. Certes, ils se vengent lors de la finale de Coupe de Guadeloupe en s'imposant 2-0 montrant qu'elle est vraiment depuis le milieu des années 2000, l'équipe phare de Guadeloupe.
Le CSM a repris la saison 2010-2011 en fanfare en remportant pour la septième fois la Coupe de France (Zone Guadeloupe) en disposant de l'AJSS Terre-de-Haut sur le score de 2 buts à 1. Ils représenteront donc l'ile à partir du septième tour de la Coupe de France dans le but de faire un exploit. Le CSM finit cette saison 2010-2011 en tant que champion de Guadeloupe et récupère donc son titre.
Le club réalise un doublé en 2013 en s'adjugeant le titre de champion ainsi que la coupe de Guadeloupe.
En 2014, le club est de nouveau champion de Guadeloupe et vainqueur de la coupe de Guadeloupe. De plus, il est le premier club guadeloupéen à gagner le Trophée Mare-Gaillard (Ligue Antilles).
En 2015, le club est champion de Guadeloupe pour la quinzième fois. Un an plus tard, malgré son échec en championnat - deuxième derrière l'Unité Sainte-Rosienne - et en CFU Club Championship, le CSM sauve sa saison en s'adjugeant la deuxième Ligue Antilles de son histoire en disposant en terre martiniquaise du Club Franciscain.

## Palmarès
- Ligue Antilles, Trophée Mare-Gaillard (2) :
  - 2014, 2016

- Championnat de Guadeloupe (11) :
  - 1953, 1955, 1956, 1965, 1985, 2009, 2011, 2013, 2014, 2015, 2018  (ndlr : le CSM a remporté 15 titres de champion mais les six autres années de sacre sont manquantes)

- Coupe de Guadeloupe (7) :
  - 1948, 1954, 1972, 1974, 2008, 2010, 2013, 2014

- Coupe Générale des eaux (1) :
  - 2009

- Trophée des clubs champions des Antilles-Guyane (1) :
  - 2009

- Coupe de France (Zone Guadeloupe) (8) :
  - 1961, 1980, 1987, 2005, 2006, 2007, 2010, 2013

- Tournoi des Champions des Antilles (1) :
  - 1947

- Coupe de la Protectrice (1) :
  - 1955